# San Francisco de Borja
San Francisco de Borja è un comune del Messico, situato nello stato di Chihuahua, il cui capoluogo è la località omonima.